# Xã Carbon, Quận Huntingdon, Pennsylvania
Xã Carbon (tiếng Anh: Carbon Township) là một xã thuộc quận Huntingdon, tiểu bang Pennsylvania, Hoa Kỳ. Năm 2010, dân số của xã này là 375 người.